# Forge of Empires
Forge of Empires (FoE) ist ein Browser-basiertes Aufbauspiel, welches von InnoGames entwickelt und im Jahr 2012 veröffentlicht wurde. Acht Wochen nach dem Start der öffentlichen Beta-Phase erreichte Forge of Empires die Marke von einer Million Spieler. 2017 waren bereits über 50 Millionen Spieler für das Spiel registriert.

## Spiel
Ziel des Echtzeit-Strategiespiels ist es, sein Dorf durch verschiedene Zeitalter (zur Zeit von der Steinzeit über das Mittelalter zur Gegenwart und darüber hinaus bis hin zur Raumfahrt) zu führen. Dazu steht ein begrenzter Bauplatz zur Verfügung, der nach und nach erweitert werden kann. An Ressourcen hat man zu Anfang eine gewisse Anzahl an Münzen und Vorräten. Münzen werden über Wohngebäude eingenommen, Vorräte in Produktionsstätten hergestellt. Neben der Baufläche, auf der der Spieler seine Stadt bestehend aus Häusern, kulturellen Gebäuden, Kasernen, Produktionsstätten und Gütergebäuden errichtet, enthält das Spiel eine Zeitleiste, auf der die einzelnen Zeitalter markiert sind, eine Kampffläche, auf der sich die jeweiligen Armeen bekämpfen, und eine Karte der Kontinente, deren Provinzen von dem Spieler erobert werden müssen.
Ein Zeitalter ist durch unterschiedliche gesellschaftliche Entwicklungsstufen gekennzeichnet. Um in einem Zeitalter voranzuschreiten bzw. in ein neues Zeitalter zu gelangen, müssen Technologien, neue Wohngebäude, Produktionsstätten, Kampfeinheiten oder kulturelle Einrichtungen erforscht werden. Dazu werden zum einen Forge-Punkte benötigt, die man entweder mit Münzen oder Diamanten kaufen kann oder jeweils einen Punkt pro Stunde automatisch erhält. Der Maximalstand beträgt 10 Forge-Punkte, die ausgespielt werden müssen, um die nächsten zu erhalten. Allerdings gibt es auch noch „Güter“ in diesem Spiel, wie z. B.: Holz (ab der Bronzezeit), Stein (ab der Bronzezeit) und noch vieles mehr. Sie werden durch Gütergebäude hergestellt. Diese Gütergebäude werden ebenfalls in den verschiedenen Zeitaltern durch das Erforschen von Technologien freigeschaltet. Die Güter können entweder auf friedliche Weise durch Produktion und Handel mit Mitspielern erlangt werden, oder auch durch Angriffe auf Nachbarn (andere menschliche Spieler und/oder computergesteuerte Parteien), die auf der Karte der Kontinente zu finden sind.
Wenn man sich für den friedlichen Handel entscheidet, muss man eine bestimmte Anzahl Güter ausgeben. Für erfolgreiche militärische Angriffe erhält man dann beliebig viele Güter aber auch Erfolgspunkte, die sich an der Stärke der besiegten verteidigenden Armee und dem erlittenen Schaden bemessen. Dabei wird im rundenbasierten Kampfmodus die verteidigende Armee stets vom Computer gesteuert. Je nach Epochenzugehörigkeit der hochwertigsten eingesetzten Einheit wird man in einer PvE-Rangliste des dazugehörigen Zeitalters gelistet, welche auf der Karte der Kontinente in Form von unterschiedlichen Türmen einsehbar ist. Wöchentlich erhalten die vorderen Platzierten dafür Medaillen, die gegen Erweiterungen des Bauplatzes sowie zusätzliche Züge in der Gilden-Expedition eingetauscht werden können.
Die Felder der Karte der Kontinente, die in Provinzen unterteilt ist, können durch Einsatz von Münzen aufgedeckt werden. Um die aufgedeckte Provinz zu erobern, kann man entweder mit dem computergesteuerten Gegner verhandeln und mit Gütern bezahlen oder ihn im Kampfmodus besiegen. Eingenommene Provinzen enthalten entweder Erweiterungen des Bauplatzes, Gütervorkommen, welche die Produktion in den betreffenden Gütergebäuden erheblich erhöhen (z. B. erhöht das Gütervorkommen Ton die Produktion von Backstein in Ziegeleien, Gold-Nuggets die Produktion von Gold in Goldschmieden etc.) oder Belohnungen in Form von Münzen oder Vorräten. Die Provinzen sind auch an den Forschungsfortschritt gekoppelt, so dass man immer nur eine bestimmte Anzahl zum jeweiligen Zeitalter einnehmen kann.
Des Weiteren besteht die Möglichkeit, kulturelle oder dekorative Bauwerke benachbarter Spieler zu polieren, womit die Zufriedenheit der Bevölkerung und somit ihre Produktion erhöht wird, oder Wohngebäude und Produktionsstätten zu motivieren, wodurch die Arbeitsleistung im betreffenden Gebäude verdoppelt wird. Für diese Form der Kooperation, welche pro Spieler alle 24 Stunden möglich ist, erhält man Münzen, in seltenen Fällen Blaupausen für legendäre Bauwerke wie z. B. die Dresdner Frauenkirche, das Kolosseum oder die Hagia Sophia. Diese legendären Bauwerke können erst gebaut werden, wenn man alle Teile der Blaupause erhalten hat. Dabei ist man auf die Unterstützung anderer Spieler angewiesen, die als Mäzene mit ihren Forge-Punkten den Aus- und Weiterbau über verschiedene Stufen hinweg ermöglichen. Je nachdem wie hoch die relative Unterstützung im Vergleich zu anderen Spielern beim betreffenden Bauwerk gewesen ist, wird man als Mäzen mit Medaillen, Bauplänen oder Forge-Punkten entlohnt. Abgerechnet wird hier, sobald das legendäre Bauwerk die nächste Stufe erreicht hat. Dem Besitzer geben die legendären Bauwerke mit der Ausbaustufe zunehmende Boni auf Bevölkerungsanzahl, Güter-, Münzen- oder Vorräteproduktion sowie verschiedene Kampfboni.
Zudem hat man seit Januar 2019 die Möglichkeit, neben der eigentlichen Siedlung eine zweite Siedlung aufzubauen, indem man als „Botschafter“ zu verschiedenen Völkern reist. Bis jetzt (Stand: Dezember 2022) sind die Wikinger, das feudalistische Japan, das Alte Ägypten, die Azteken und das Mogulreich verfügbar, es folgen jedoch weitere wählbare Völker. Man erhält im Zuge dieser Stadt eine Questreihe, die man lösen muss, um seine Aufgabe als Botschafter abzuschließen. Je schneller man dies erledigt, desto bessere Belohnungen erhält man anschließend.

## Updates
Am 7. Juni 2012 wurde ein erstes, größeres Update eingespielt, das neben einigen Bugfixes auch neue Features beinhaltet. Nun können sich Spieler zum Beispiel in Gilden zusammenschließen, um besser kommunizieren und handeln zu können. Auch wurde das Punktesystem überarbeitet und eine globale Rangliste mit allen Spielern und Gilden eingeführt, um sich mit anderen messen zu können.
Am 15. Oktober 2012 wurde die Kolonialzeit freigeschaltet. 2013 folgten das Industriezeitalter und die Jahrhundertwende. 2014 wurde das Spiel um die Moderne, die Postmoderne und die Gegenwart erweitert. 2015 kamen Morgen und die Zukunft dazu. Die Arktische Zukunft war ab 2016 spielbar. Von 2017 bis 2018 wurde die Ozeanische Zukunft in mehreren Teilen veröffentlicht. Mitte Juli 2018 erschien der erste Teil der Virtuellen Zukunft. Am 28. Mai 2019 wurde das Zeitalter Raumfahrt: Mars freigegeben. Am 23. April 2020 wurde das Zeitalter Raumfahrt: Asteroidengürtel auf allen regulären Welten freigegeben. Seit dem 15. April 2021 kann das Zeitalter Raumfahrt: Venus freigeschaltet und erforscht werden.
Mit dem am 25. Februar 2014 aufgespielten Update 1.20 hat das Gildenkampf-Feature Einzug in Forge of Empires gehalten. Dieses optionale Feature ermöglicht es in Gilden organisierten Spielern, sich auf eigens dafür vorgesehenen, persistenten Multiplayer-Karten mit anderen Gilden im Guild-vs.-Guild-Modus (GvG) zu messen, darunter versteht man eine spezielle Form des PvP (Player vs. Player), nur mit dem Unterschied, dass sich hier nicht einzelne Spieler ein Kräftemessen liefern, sondern ganze Gilden.
Im November 2016 wurde die Freundes-Taverne eingeführt, die man täglich besuchen kann, um Tavernensilber oder Forge-Punkte zu erhalten. Zusätzlich wurde Ende 2016 die sogenannte Gildenexpedition eingeführt, in der jeder Spieler der Gilde die Möglichkeit hat, eine Expeditionskarte zu bestreiten und so die Gilde voranzubringen.
Im Januar 2019 wurde mit den Wikingern die erste kulturelle Siedlung eingeführt, im Juli 2019 kam Feudales Japan dazu. Danach wurden im März 2020 die Ägypter, im November 2020 die Azteken und im August 2021 das Mogulreich hinzugefügt.
Auch im Juli 2019 erschien der Antiquitätenhändler, mit dem man nicht benötigte Gegenstände gegen Handelsmünzen verkaufen kann. Diese können daraufhin gegen Einheiten, Güter oder sogar besondere Gebäude getauscht werden.
Am 14. November 2019 fand die erste Runde der zu dem Zeitpunkt neu eingeführten Gilden-Gefechte statt.
Am 9. August 2021 wurde das Burgsystem eingeführt.

## Historische Questreihen
Von Oktober 2015 bis Oktober 2018 wurden regelmäßig sogenannte historische Questreihen veranstaltet. In der Regel waren diese Questreihen einer historischen Persönlichkeit gewidmet, deren Geschichte erzählt wird, während der Spieler vorgegebene Aufgaben löst. Wurden alle Aufgaben erfolgreich absolviert, erhält der Spieler u. a. auch ein Bildnis der jeweiligen Person, das er seiner Spielfigur zuordnen kann. Liste der historischen Questreihen:
- Kolumbus (Oktober 2015)[18]
- Martin Luther King (Januar 2016)[19]
- Schaltjahr (Februar – März 2016)[20]
- Juri Gagarin (April 2016)[21]
- Isadora Duncan (Mai 2016)[22]
- Maria Stuart (Juli 2016)[23]
- Sissi bzw. Elisabeth von Österreich-Ungarn (August – September 2016)[24]
- Gebrüder Montgolfier (November 2016)[25]
- Tour de France (Januar 2017)[26]
- Albert Einstein (März 2017)[27]
- Arthur Conan Doyle (Mai 2017)[28]
- Shah Jahan (Juni 2017)[29]
- Marilyn Monroe (Juli – August 2017)[30]
- Galileo Galilei (August 2017)[31]
- Mahatma Gandhi (Oktober 2017)[32]
- Rosa Parks (November 2017)[33]
- Napoleon Bonaparte (März 2018)[34]
- Kleopatra VII Philopator (April 2018)[35]
- Vincent van Gogh (Mai 2018)[36]
- Sacajawea (Mai 2018)[37]
- Dschingis Khan (Oktober 2018)[38]

Neben diesen gibt es auch Questreihen, die sich an verschiedenen Ereignissen im Real Life anlehnen, z. B. den Forge Bowl, welcher angelehnt ist an den Super Bowl.

## Auszeichnungen
- 2012 – Nominierung für den European Games Award in der Kategorie Best European Browser Game
- 2012 – Nominierung für den Deutschen Entwicklerpreis für das Entwicklerspiel des Jahres in den Kategorien Bestes Game Design und Bestes Browsergame[40]
- 2013 – Gewinner des Deutschen Computerspielpreises in der Kategorie Bestes Browsergame[41]
- 2013 – Gewinner des MMO Award in der Kategorie Best Strategy Browser MMO[42]

## Finanzierung
Das Geschäftsmodell entspricht dem Freemium-Modell. Grundsätzlich ist das Spiel, wie bisher bei jedem anderen Spiel von InnoGames, kostenlos. Allerdings kann man im Spiel gegen Geld sogenannte Diamanten als Spielwährung kaufen. Diese Diamanten kann man im Spiel dazu nutzen, Gebäude, Forschungen, Ressourcen, Kampfeinheiten und neue Gebiete freizuschalten. Außerdem kann man sich in einigen Events mit Diamanten spezielle Eventwährungen kaufen. Von der Community wurde dies kritisiert, da sich Spieler somit Vorteile erkaufen können, die ein Spieler ohne Geld schwierig aufholen kann und somit vergleichsweise langsamer in den einzelnen Zeitaltern vorankommt.